# Adam Laloum

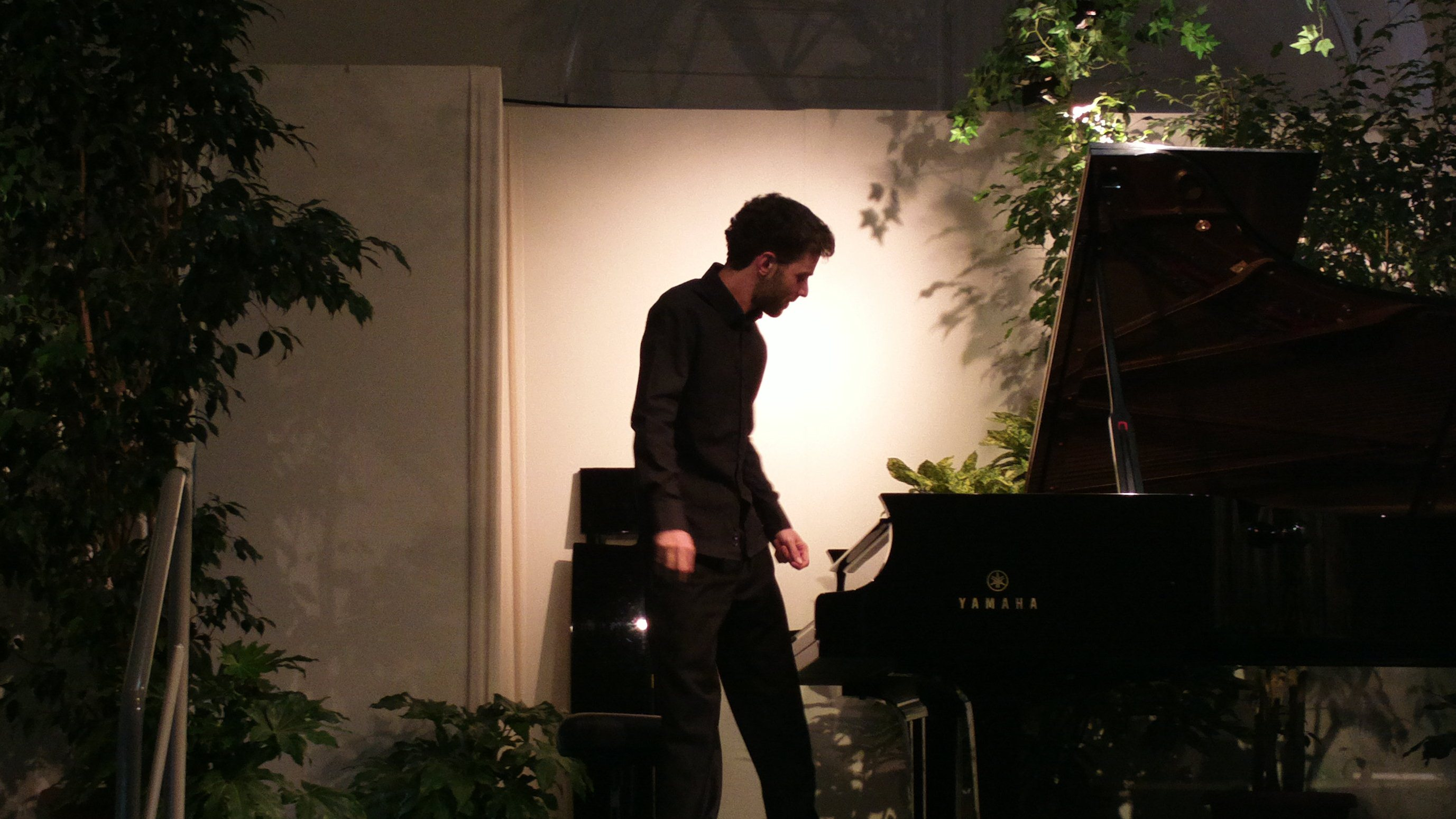
Adam Laloum

Adam Laloum (* 25. Februar 1987 in Toulouse) ist ein französischer Pianist und Kammermusiker.

## Leben
Als Zehnjähriger begann Laloum mit dem Klavierspiel. Zunächst studierte er seit 1999 als Zwölfjähriger am Conservatoire National de Toulouse. Im Jahr 2002 wechselte er an das Conservatoire de Paris, wo er von Michel Béroff unterrichtet wurde. Bereits während seiner Studienjahre in Paris konzertierte er mit bedeutenden Musikern. In verschiedenen Meisterklassen arbeitete er mit namhaften Pianisten wie Dmitri Bashkirov, Paul Badura-Skoda, Pascal Devoyon und Jean-Claude Pennetier zusammen.
Im Juni 2006 schloss er sein Studium am Pariser Konservatorium mit dem Diplôme de formation supérieure de piano ab, setzte aber seine Studien am Conservatoire National Supérieur de Musique et de Danse de Lyon in der Klasse von Géry Moutier fort. Dort konzertierte Laloum mit dem Konservatorium-Orchester unter Leitung von Peter Csaba. Im Jahr 2007 gewann Laloum an der Académie Maurice Ravel den Maurice-Ravel-Preis und trat anschließend mit einer Kammermusikformation am Festival de Printemps in Saint-Jean-de-Luz auf. Später gewann er den renommierten Internationalen Clara-Haskil-Klavierwettbewerb.
Laloum ist als Kammermusiker und Solist regelmäßig bei verschiedenen Festivals zu Gast wie beispielsweise dem Klavierfestival Ruhr, dem Verbier Festival, Festival international de Colmar (2012) oder dem Sommets Musicaux de Gstaad. Er ist Preisträger der Fondation de France (2006) und Stipendiat der Fondation Groupe Banque Populaire (2007–2010). 2009 studierte der Franzose in der Klasse von Evgeni Koroliov an der Hochschule für Musik und Theater Hamburg. Zuletzt gewann er im Oktober 2011 den zweiten Preis beim internationalen Klavierwettbewerb Kissinger Klavierolymp.